# أبو محمد عبد الكريم الصقلي
أبو محمد عبد الكريم الصقلي المهندس، من مهندسي أوائل القرن السادس بمصر، ذكره المقريزي أيضًا فيمن كان مقيدًا بخدمة المرصد من المهندسين.